# كروسبي إس. نويز
كروسبي إس. نويز (بالإنجليزية: Crosby S. Noyes)‏ هو محرر وصحفي أمريكي، ولد في 2 مارس 1921، وتوفي في 7 أبريل 1988.